# KAVAN
KAVANはドイツの無線操縦模型の製造会社。

## 概要
KAVANは1965年にボールペンの設計者だったFranz Kavanによって設立された。
彼自身も模型愛好家で当初は模型のエンジンの性能を高めるための付属品を扱っていたが、発売当初は信頼性が不十分だったのでエンジンの気化器に改良を施したところ好評でさらに高性能な模型を開発したことにより人気が高まり、急成長を遂げた。1973年に無線操縦ヘリコプターであるジェットレンジャーを発売した。これは風洞実験やテキサス州ダラスにあるベル・ヘリコプターの協力も得て開発された。この製品は無線操縦ヘリコプターの黎明期において実物を忠実に再現した数少ない製品で世界的にヒットした。
Franz Kavanは1992年に亡くなり、末の娘であるAndreaが彼女の夫のDavid Martinと共に経営を引き継いだ。2003年にアメリカのSIG Manufacturing 社によって買収された。
2007年4月にAmerican RC Helicopters社がKAVANの模型ヘリコプターの生産設備を全て買い取り、再発売されたジェットレンジャーの製品は以前よりも飛行が容易になるように改良が施され、以前の機械的なミキシングよりも組み立てと調整が容易なCCPM (Cyclic Collective Pitch Mixing)制御に対応した。